# Tintah, Minnesota
Tintah, Minnesota (енгл. Tintah) град је у америчкој савезној држави Минесота.

## Демографија
По попису из 2010. године број становника је 63, што је 16 (-20,3%) становника мање него 2000. године.
| Група             | 2000.       | 2010.      |
| Белци             | 79 (100,0%) | 62 (98,4%) |
| Афроамериканци    | 0 (0,0%)    | 0 (0,0%)   |
| Азијати           | 0 (0,0%)    | 0 (0,0%)   |
| Хиспаноамериканци | 0 (0,0%)    | 0 (0,0%)   |
| Укупно            | 79          | 63         |